# Azorella polaris
Espèce
Synonymes
- Aralia polaris Hombr. & Jacquinot (1843)
- Stilbocarpa polaris (Hombr. & Jacquinot) A.Gray (1854)

Azorella polaris, communément appelé chou de l'île Macquarie, est une espèce de plantes à fleurs de la famille des Apiaceae et seulement très lointainement apparenté au chou. C'est une mégaherbe vivace, atteignant environ un mètre de hauteur, originaire des îles  de Nouvelle-Zélande et de l'Île Macquarie d'Australie.

## Utilisations
Azorella polaris était utilisé comme source de nourriture et comme moyen préventif du scorbut par les premiers explorateurs et chasseurs de phoques,. Il a été mangé par les survivants du naufrage du Dundonald en 1907 sur l'Île de la Déception,.

## Statut de conservation
Il est classé comme « en péril – naturellement peu commun » dans le système de classification des plantes menacées de Nouvelle-Zélande. Sur l'île Macquarie, il a été menacé par les rats noirs et les lapins européens introduits, jusqu'à leur éradication en 2011.